# 亞歷山大·卓別林
亞歷山大·卓別林（Alexander Chaplin，1971年3月20日—）是美國的一位演員。他最著名的作品是在政界小人物中飾演James Hobert角色。他的父母是爵士音樂人和小說家。